# Philippe-François-Joseph Le Bas
Pour les articles homonymes, voir Le Bas.
Philippe Le Bas, parfois orthographié Lebas, est un révolutionnaire français, né le 4 novembre 1764 à Frévent dans le Pas-de-Calais, mort par suicide à Paris le 28 juillet 1794.

## Biographie
Né le 4 novembre 1764 à Frévent, Philippe Le Bas est l'un des seize enfants d'Ange-François Le Bas (né en 1723), alors administrateur des biens du prince de Rache, puis directeur des postes et notaire dans cette ville, et d'Augustine Antoinette Guislaine Hémery (décédée en 1789). Il suit des études au collège de Montaigu, à Paris, puis devient clerc chez Dreu, procureur au Parlement. Licencié en droit le 3 avril 1789, il est reçu avocat quelques jours plus tard. En février 1790, il s'installe à Frévent, à la demande de son père, déjà âgé, afin de le seconder, où il rejoint la garde nationale. Le 14 juillet 1790, il est l'un des gardes nationaux délégués par le département du Pas-de-Calais à la fête de la Fédération de la capitale. Il est élu administrateur du district de Saint-Pol durant le cours de l'année 1791, puis, à la suite d'un succès au barreau d'Arras — la défense d'« un vieux maréchal des logis au 8e régiment de cavalerie, du nom de [Nicolas] Berceau, [...] déféré à la cour martiale d'Arras [sous la fausse accusation] d'insubordination » —, membre du Conseil général du département en décembre de la même année. Adhérent au club des Jacobins, il en est l'un des principaux animateurs au printemps et à l'été 1792.
Après la chute de la royauté, il est élu électeur, à la fin d'août 1792, puis député du Pas-de-Calais à la Convention nationale, le 4e sur 11, par 515 voix sur 775 votants, le 6 septembre 1792. Lié d'amitié à Maximilien de Robespierre, qu'il fréquente chez les Duplay depuis juillet 1791, il se montre discret et fait peu d'interventions. Siégeant à partir du 21 septembre, lendemain de son arrivée dans la capitale, il se montre d'abord proche des opinions girondines, mais rejoint bientôt les Montagnards, votant la mort sans sursis et contre l'appel au peuple lors du procès de Louis XVI.
Envoyé en mission à l'armée du Nord par décret du 2 août 1793 avec Duquesnoy, il procède à l'arrestation des généraux Richardot et O'Moran pour incapacité. Remplacé par Nicolas Hentz le 21 août suivant, il intègre, à son retour, la commission de révision des lois sur les émigrés, le 13 septembre, puis le Comité de sûreté générale, le lendemain.
Le 17 octobre, un arrêté du Comité de salut public l'envoie en mission avec Saint-Just à l'armée du Rhin ; un décret de la Convention, en date du 22 octobre, confirme cette nomination. Les deux hommes demeurent trois mois en Alsace, y assurant la réorganisation et la démocratisation de l'armée, après le revers de Wissembourg ; ils font des réquisitions de grains, de fourrages et d'habits, mettent en place le maximum, lèvent un emprunt forcé sur les riches, épurent les autorités locales et militaires — notamment les administrateurs de la Meurthe, traduits au Comité de sûreté générale par l'arrêté du 22 brumaire (12 novembre), sur la plainte d'administrateurs des subsistances, pour n'avoir « fait qu'avec mollesse, et pour éluder la responsabilité, [les réquisitions des représentants en mission] pour obtenir les contingents en grains et fourrages », et sur la conviction « qu'il existe, parmi quelques administrations, une coalition pour affamer l'armée » —, distribuent des secours à l'attention des indigents, convoquent à Strasbourg une assemblée des représentants des sociétés populaires de France, etc.. De passage dans la capitale entre le 14 et le 20 frimaire an II (4-10 décembre), ils voient leurs pouvoirs étendus à l'armée de la Moselle par un arrêté du comité de salut public du 19 frimaire (9 décembre).

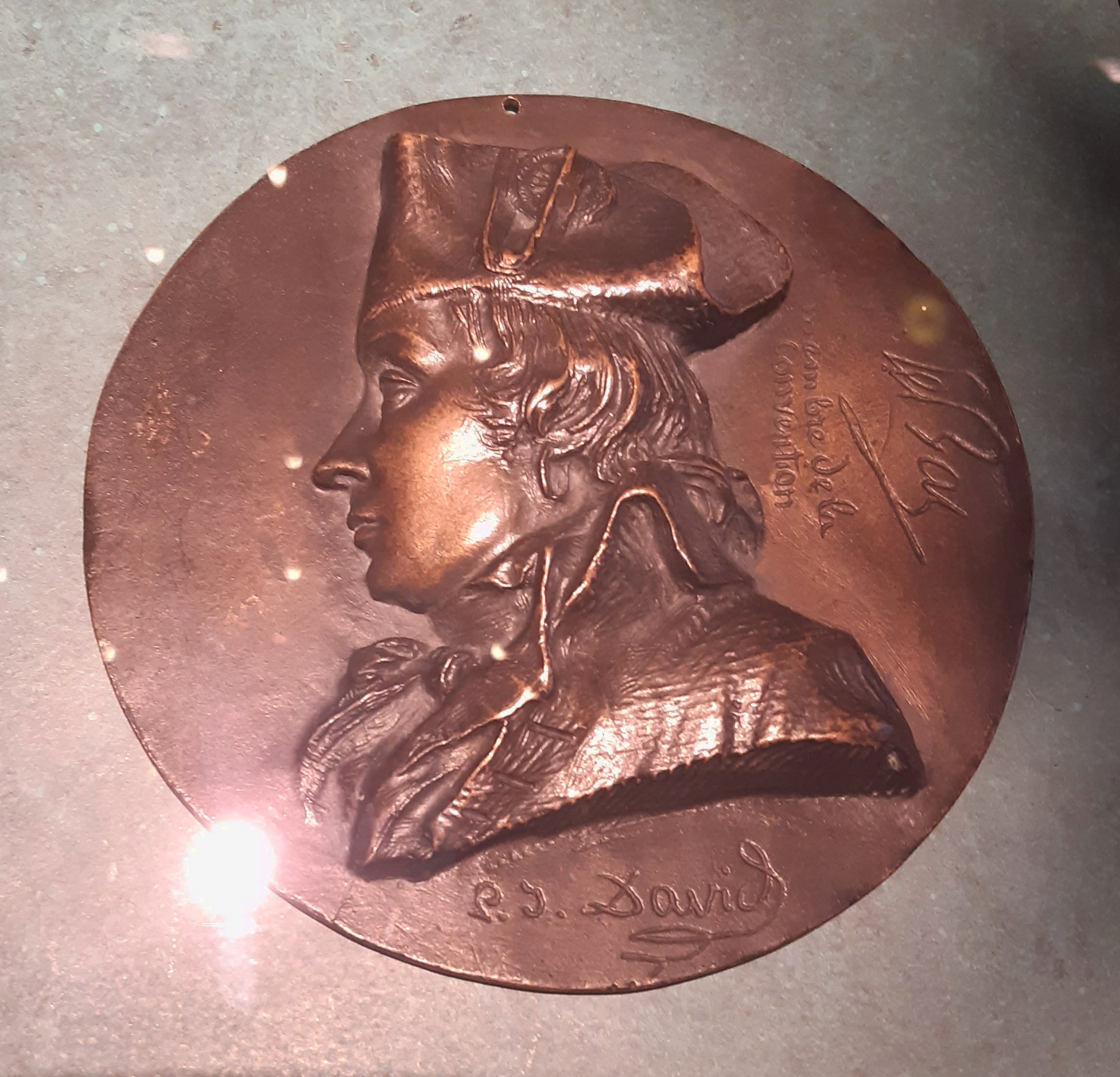
Médaillon de Philippe-François-Joseph Le Bas par David-d'Angers, Musée de la Révolution française.

De retour à Paris au plus tard le 17 nivôse (6 janvier 1794), ils rejoignent ensuite l'armée du Nord, où Saint-Just a été nommé par arrêté du Comité de salut public du 3 pluviôse (22 janvier), pour contrer les armées autrichiennes, qui tentent un retour après la Bataille de Wattignies. Durant cette mission, ils ordonnent, par l'arrêté du 16 pluviôse (4 février), l'arrestation, comme « suspects », de tous les nobles du Pas-de-Calais, du Nord, de la Somme et de l'Aisne. De retour à Paris le 25 pluviôse (13 février), il est élu président du club des Jacobins.
Le 10 floréal (29 avril), un arrêté du comité de salut public le renvoie avec Saint-Just à l'armée du nord, où la sévérité de leurs mesures contre les nobles engendre un conflit avec Carnot ; ils instituent une commission militaire jugeant révolutionnairement, sans défense ni appel. La réorganisation de l'armée qu'ils mènent permet la victoire de Fleurus sous la houlette du général Jean-Baptiste Jourdan.
Rentré à Paris le 12 prairial (31 mai), il est nommé avec Hentz à l'armée du Rhin et Moselle par arrêté du Comité de salut public ; mais seul Hentz s'y rend, car un arrêté du Comité le désigne, deux jours plus tard, comme l'un des deux directeurs de l'École de Mars.
Fidèle à Robespierre jusqu'à la fin, le 9 thermidor, lorsque Augustin de Robespierre demande à partager le sort de son frère aîné, Philippe Le Bas l'imite. Arrêté, interné à la prison de La Force, il est délivré par les commissaires de la Commune de Paris, qui le conduisent à l'hôtel de ville. Toutefois, quand les locaux sont investis par les troupes de la Convention, le matin du 10, il se suicide d'un coup de pistolet.
Son corps est levé à 7 heures du matin et porté au cimetière de Saint-Paul, dans la section de l'Arsenal.
Après sa mort, son père, administrateur du district de Saint-Pol, son épouse Élisabeth et son fils Philippe sont emprisonnés plusieurs mois.

## Famille
Le 26 août 1793, il épouse Élisabeth Duplay (1773-1859), fille cadette de Maurice Duplay, logeur de Robespierre à Paris. De cette union naît un fils unique, Philippe Le Bas (1794-1860), qui deviendra le précepteur de Louis-Napoléon Bonaparte jusqu'en 1827 puis, de 1844 à 1860, directeur de la bibliothèque de la Sorbonne. De 1838 à 1860, Philippe Le Bas fils est membre de l'Académie des inscriptions et belles-lettres et, en 1858, président de l'Institut de France. Il laisse une postérité naturelle, au nombre de laquelle figure le député Philippe Dauzon (1860-1918).
Après son mariage, Philippe Le Bas garde auprès de lui la plus jeune de ses sœurs, Henriette, qui se fiance avec Saint-Just.
Sa veuve se remarie à Paris le 20 nivôse an VII (9 janvier 1798) avec Charles Le Bas (1772-1829), son frère cadet, commissaire général à Lorient et avec lequel elle a deux autres enfants : Charles, nommé bibliothécaire à la bibliothèque de la Sorbonne le 1er janvier 1847 grâce à son demi-frère, et Caroline.

## Pour approfondir